# Unifredo I di Tolosa
Unifredo III d'Istria o Unifredo del Friuli. Humfrid in francese, in catalano, Hunifredo in spagnolo, in portoghese e 'in galiziano. Hunfridus in latino (Gerona, ... – Zurigo, dopo l'876) fu marchese di Settimania, dall'854 all'864, conte d'Autun e marchese di Borgogna e poi Conte di Gerona dall'858 all'862, Conte di Chalon, Conte di Autun e Conte di Mâcon, dall'858 all'863, poi conte di Barcellona, conte di Empúries e conte di Rossiglione dall'858 all'864, e ancora conte di Tolosa dall'862 all'864 ed ebbe infine una contea nei dintorni di Zurigo, tra l'872 e l'876.

## Origine
Di Unifredo non si conoscono con precisione gli ascendenti: secondo le Europäische Stammtafeln, vol XII, 23 (non consultate), sarebbe Unifredo III, discendente del marchese d'Istria, Unifredo I e figlio di Adalberto I.

Una seconda versione dice che era discendente degli Unrochidi, marchesi del Friuli, figlio del conte Unroch e di Engeltrude di Parigi e quindi fratello del precedente conte di Barcellona, Odalrico I.

## Biografia

La penisola iberica con a nord la marca di Spagna e Tolosa verso la metà del IX secolo

Nell'857 fu nominato marchese di Settimania da Carlo il Calvo.

Nell'858 subentrò a Isembardo nei titoli di conte d'Autun e marchese di Borgogna, come risulta da un documento del re dei Franchi occidentali Carlo il Calvo, del 21 marzo 858.
Molto probabilmente, nello stesso anno, dopo la destituzione del conte di Barcellona, Odalrico, fu investito del titolo di conte di Barcellona e, appena entrato in carica, negoziò un trattato di pace con Abd al-Rahman, governatore di Saragozza, che garantì la pace sulla frontiera sud-occidentale dell'impero, che permise a Unifredo di raggiungere Carlo il Calvo in Francia, per rendergli omaggio ed aiutarlo nella guerra contro i Normanni, che avevano attaccato le coste nord-orientali del regno dei Franchi occidentali.
Carlo il Calvo nell'858 attaccò il fratellastro, il re dei Franchi orientali Ludovico il Germanico, il quale, per tutta replica, invase a sua volta il regno del fratello, ma fu sconfitto, il 15 gennaio 859, nei dintorni di Laons, anche per merito di Unifredo, che, raccolte le sue forze, fu uno degli artefici della vittoria.
In quello stesso anno, su sollecitazione di Unifredo definito carissimo conte e marchese nostro da Carlo il Calvo, quest'ultimo fece una donazione ad un certo Isemberto.
Tra l'858 e l'863 Unifredo fu anche Conte di Chalon, Conte di Autun e Conte di Mâcon, come viene riportato sia secondo LES FAMILLES NOBLES DU ROYAUME, DU DUCHÉ ET DU COMTÉ DE BOURGOGNE ET DE FRANCHE-COMTÉ : LES COMTES D'AUTUN, che la Histoire du Duché de Bourgogne du VIIIème au XIVème siècle.
Unifredo fu tra i sottoscrittori del documento di pace, redatto nell'860, da Carlo il Calvo e Ludovico II il Germanico.
Secondo gli storici arabi i Mori, però, regnando l'emiro Muhammad I ibn Abd al-Rahman, ruppero il trattato di pace e nell'861 posero l'assedio a Barcellona, ma Unifredo riuscì a farli ritirare e, con il permesso di Carlo, rinnovò il trattato di pace.
Nell'862 Carlo il Calvo insediò il figlio Carlo il giovane sul trono di Aquitania. Ciò incontrò l'opposizione dei nobili, che non gradivano un re troppo giovane.
Carlo il Calvo ritenne che Unifredo fosse a capo della ribellione ed il 19 agosto lo depose da tutti i suoi titoli.

Unifredo non accettò ed in quello stesso anno attaccò Tolosa, e secondo gli Annales Bertiniani, all'inizio dell'863, spodestò il conte Raimondo, che poi perse la vita nel tentativo di riprendersi la contea.

Allora Pipino II, pretendente al trono d'Aquitania, attaccò Tolosa con una banda di Normanni ma fu respinto.
Tra la fine dell'864 e l'865 Carlo il Calvo, ripreso il controllo sia in Aquitania che in Settimania, procedette alla ridistribuzione dei titoli e dei domini dei rivoltosi.

E ancora secondo gli Annales Bertiniani Unifredo, nell'864, abbandonate sia Tolosa che la Gotia, passando per la Provenza, si rifugiò in Italia, dove aveva delle proprietà.
Dopo, secondo le Europäische Stammtafeln, vol XII, 23 (non consultate), si recò in Alemannia (o Svevia), dove ottenne dei titoli e, nell'872, divenne conte di Zurigo, dove, molto probabilmente morì, dopo l'876.

## Discendenza
Di Unifredo non si conosce né il nome della moglie né alcuna discendenza.

### Fonti primarie
- (LA)  Monumenta Germaniae Historica, Legum, tomus I.
- (LA)  Rerum Gallicarum et Francicarum Scriptores, Tomus VIII.
- (LA)  Les annales de Saint-Bertin et de Saint-Vaast.

### Letteratura storiografica
- René Poupardin, I regni carolingi (840-918), in «Storia del mondo medievale», vol. II, 1979, pp. 583–635
- (EN) The Development of Southern French and Catalan Society, 718-1050, su libro.uca.edu.
- (FR)  Histoire du Duché de Bourgogne du VIIIème au XIVème siècle.